# Seyhan Kurt
Seyhan Kurt (Bourgoin-Jallieu, 16 de diciembre de 1971) es un escritor, sociólogo y antropólogo turco-francés.
Nació en la comuna de Bourgoin-Jallieu, Grenoble, Francia. Estudió en la École de Jean Jaurès de Lyon. Estudió pintura en Francia y tomó lecciones de dramaturgia e historia del arte en Izmir.
En 1992 y 1993, reunió sus pinturas en estilo abstracto y técnica de pintura al óleo en dos exposiciones personales en la Galería Estatal de Bellas Artes de Mersin. Estudió Lengua y Literatura Francesa, Sociología y Antropología. Realizó investigaciones sobre arquitectura y cultura urbana en Italia y Grecia. Recibió su maestría de la Universidad de Ankara, Facultad de Idioma, Historia y Geografía, Departamento de Antropología. En 2020, asumió la dirección editorial del trabajo de Falih Rıfkı Atay llamado Taymis Coasts (1934), que ha estado agotado durante muchos años, contiene análisis políticos, sociológicos y antropológicos de sus observaciones en Inglaterra y Europa.
En su libro Haneden Ev Haline (Práctica de arreglos arquitectónicos de casas turcas), publicado por İletişim Publishing, en 2021, llamó la atención sobre la importancia no solo de la arquitectura, sino también de disciplinas como la antropología y la sociología, que examinan las prácticas cotidianas, las regulaciones y el consumo, al tiempo que aborda el concepto de "turco". casa". En su trabajo, adoptó un método interdisciplinario haciendo uso de diferentes campos, desde el cine turco hasta la cultura oral.
Algunos de sus poemas escritos entre 1990 y 2017 han sido traducidos al francés, inglés, alemán, griego y estonio. Participó en la selección de "Beginnings to the Present Couplets-Mısra Anthology" (Varlık Yayınları, 2003) preparada por İlhan Berk.

## Obras
- cierra tus ojos (1993)
- Destinos (1995)
- pérdida de palabras de tristeza (1997)
- Volante (2002)
- Aguas que pasan a través de nosotros (2004)
- Viajero (2012)
- Para todos y para nadie (2017)
- Práctica de arreglos arquitectónicos de casas turcas (2021)